# Nothoscordum luteomajus
Nothoscordum luteomajus är en amaryllisväxtart som beskrevs av Pierfelice Ravenna. Nothoscordum luteomajus ingår i släktet vaniljlökar, och familjen amaryllisväxter. Inga underarter finns listade i Catalogue of Life.